# Richard Coyle
Richard Coyle (* 27. Februar 1972 in Sheffield, South Yorkshire, England) ist ein britischer Schauspieler. Er ist seit 1998 in der Kino- und Fernsehbranche tätig.

## Leben
Richard Coyle wurde 1972 in Sheffield geboren. Während er an der Universität York Politik studierte, begann er bereits seine Schauspielkarriere, indem er mehrere kleine Rollen spielte. Seine ersten großen Rollen bekam er 1998 in den Fernsehfilmen Macbeth und The Life and Crimes of William Palmer. Er spielte sich durch mehrere Rollen, bis er im Jahr 2000 in der international bekannten Sitcom Coupling – Wer mit wem? in der Rolle des Jeff Murdock von sich reden machte. 2003 verließ er das Coupling-Team. In der vierten Staffel der Serie spielte er nicht mehr mit. Eine Rückkehr zu einer „Goodbye-Episode“ lehnte er ab. Im August 2004 heiratete er seine Freundin Georgia Mackenzie, die er am Set des Films Up Rising kennenlernte.
In dem Fantasy-Drama Strange bekam er die Titelrolle. 2006 spielte er die Rolle des Amis in Ein gutes Jahr. Im Mai 2010 war Coyle im Kinofilm Prince of Persia: Der Sand der Zeit als Kronprinz Tus zu sehen und spielte auch die Hauptrolle in der Verfilmung des Romans Ab die Post von Terry Pratchett als Feucht von Lipwig. 2011 übernahm er die Rolle des William Winthrop im britischen Filmdrama W.E. und stand 2012 für sieben Episoden der US-amerikanischen Krimiserie Covert Affairs als Simon Fischer vor der Kamera.
2005 sagte er in einem Interview zu dem Thema Coupling:

“I'm very proud to have been part of Coupling and very grateful for the chance to play Jeff but I was very keen that that character didn’t stick with me forever.  I’m an actor and I want to be an actor when I’m 60. It’s a lifelong process; why cut it off by boxing yourself into a little pigeonhole early on?”

„Ich bin sehr stolz, Teil von Coupling gewesen zu sein und sehr dankbar für die Chance, Jeff spielen zu dürfen, aber es war mir wichtig, dass diese Rolle nicht für immer an mir haften bleibt. Ich bin Schauspieler und ich möchte auch mit 60 noch Schauspieler sein. Das ist eine lebenslange Entwicklung; warum soll man diese beenden, indem man sich frühzeitig selbst in eine Schublade steckt?“

## Filmografie (Auswahl)
- 1998: Macbeth (Fernsehfilm)
- 1999: Human Traffic
- 2000–2002: Coupling – Wer mit wem? (Coupling, Fernsehserie, 22 Episoden)
- 2001: Sword of Honour (Fernsehfilm)
- 2001: Othello (Fernsehfilm)
- 2006: Ein gutes Jahr (A Good Year)
- 2009: Octavia (Fernsehfilm)
- 2010: Terry Pratchett – Ab die Post (Going Postal, zweiteiliger Fernsehfilm)
- 2010: Prince of Persia: Der Sand der Zeit (Prince of Persia: The Sands of Time)
- 2011: 5 Days of War
- 2011: Outpost: Black Sun
- 2011: W.E.
- 2012: Pusher
- 2012: Grabbers
- 2012: Covert Affairs (Fernsehserie, 7 Episoden)
- 2014: Crossbones (Fernsehserie, 9 Episoden)
- 2015: A.D.: Rebellen und Märtyrer (A.D.: The Bible Continues, Fernsehserie, 12 Episoden)
- 2016: The Fall – Tod in Belfast (Fernsehserie, 3 Episoden)
- 2017: Hard Sun (Fernsehserie, 2 Episoden)
- 2018–2020: Chilling Adventures of Sabrina (Fernsehserie)
- 2022: Phantastische Tierwesen: Dumbledores Geheimnisse (Fantastic Beasts: The Secrets of Dumbledore)
- 2025: Heads of State